# Căn hầm (phim 2016)
Căn hầm (tên gốc tiếng Anh: 10 Cloverfield Lane) là một bộ phim khoa học viễn tưởng kinh dị năm 2016 của Hoa Kỳ do Dan Trachtenberg đạo diễn, J. J. Abrams và Lindsey Weber sản xuất, kịch bản do Josh Campbell, Matthew Stuecken và Damien Chazelle thực hiện. Bộ phim được phát triển từ một kịch bản mang tên The Cellar, nhưng khi Bad Robot Productions thực hiện nó, kịch bản đã trở thành một bộ phim kế thừa của phim điện ảnh Thảm họa diệt vong năm 2008. Bộ phim kể về một phụ nữ trẻ, sau một tai nạn xe hơi, thức dậy trong một hầm ngầm với hai người đàn ông khẳng định rằng một thảm họa đã xảy ra và làm bề mặt Trái Đất không thể ở được.
Bộ phim được thực hiện theo phong cách lời kể lại của người thứ ba, thay vì phong cách footage của bộ phim tiền nhiệm. Phim được phát hành tại Hoa Kỳ vào ngày 11 tháng 3 năm 2016, theo định dạng thông thường và IMAX. Bộ phim đã nhận được những lời bình luận tích cực, với nhiều bình luận ca ngợi các màn trình diễn của dàn diễn viên cũng như không khí căng thẳng của bộ phim; phim này thu được 110 triệu đô la Mỹ trên toàn thế giới.